# Ipswich Town F.C.
Ipswich Town Football Club (hay còn gọi là Ipswich, The Blues, Town, hay The Tractor Boys the horse) là một câu lạc bộ bóng đá Anh có trụ sở tại Ipswich, Suffolk, Anh. Đội sẽ thi đấu tại Giải bóng đá Ngoại hạng Anh mùa giải 2024–25.
Câu lạc bộ thành lập năm 1878 và đối thủ lớn nhất của họ là Norwich City F.C. cũng ở vùng Đông Anglian. Trận đấu giữa hai đội bóng này đã tạo thành một trận Derby vùng Đông Anglian, đã đá với nhau 138 trận tính từ năm 1902.
Sân nhà của họ là sân Portman Road.
Ipswich giành chức vô địch Anh 1 lần, trong mùa giải đầu tiên của họ tham dự, 1961-62, và đã hai lần giành á quân, mùa 1980-81 và 1981-82. Họ đã giành được chức vô địch FA Cup mùa 1977-78, và một cúp UEFA Europa League mùa 1980-1981. Họ đã thi đấu trong tất cả ba giải đấu cấp câu lạc bộ châu Âu, và chưa bao giờ thua trên sân nhà ở đấu trường châu Âu đối với Real Madrid, A.C. Milan, Inter Milan, S.S. Lazio và F.C. Barcelona.

## Cầu thủ

### Đội hình hiện tại
Tính đến 31 tháng 1 năm 2022
Ghi chú: Quốc kỳ chỉ đội tuyển quốc gia được xác định rõ trong điều lệ tư cách FIFA. Các cầu thủ có thể giữ hơn một quốc tịch ngoài FIFA.
| Số | VT | Quốc gia         | Cầu thủ                              |
| -- | -- | ---------------- | ------------------------------------ |
| 1  | TM | Anh              | Christian Walton                     |
| 2  | HV | Cộng hòa Ireland | Richard Keogh                        |
| 3  | HV | Anh              | Leif Davis                           |
| 4  | HV | Anh              | George Edmundson                     |
| 5  | TV | Ai Cập           | Sam Morsy (đội trưởng)               |
| 6  | HV | Anh              | Luke Woolfenden                      |
| 7  | TV | Wales            | Wes Burns                            |
| 8  | TV | Wales            | Lee Evans                            |
| 9  | TĐ | Anh              | Freddie Ladapo                       |
| 10 | TĐ | Anh              | Conor Chaplin                        |
| 11 | TV | Cộng hòa Ireland | Marcus Harness                       |
| 12 | TV | Anh              | Dominic Ball                         |
| 13 | TM | Anh              | Joel Coleman                         |
| 14 | TĐ | Anh              | Tyreece John-Jules (mượn từ Arsenal) |
| 15 | HV | Úc               | Cameron Burgess                      |

| Số | VT | Quốc gia     | Cầu thủ                            |
| -- | -- | ------------ | ---------------------------------- |
| 19 | TĐ | Anh          | Kayden Jackson                     |
| 21 | HV | Jamaica      | Greg Leigh                         |
| 23 | TĐ | Nigeria      | Sone Aluko                         |
| 24 | HV | Anh          | Kane Vincent-Young                 |
| 25 | TV | Úc           | Massimo Luongo                     |
| 27 | TĐ | Anh          | George Hirst (mượn Leicester City) |
| 28 | TV | Guiné-Bissau | Panutche Camará                    |
| 29 | TV | Anh          | Kyle Edwards                       |
| 30 | TV | Anh          | Cameron Humphreys                  |
| 31 | TM | Cộng hòa Séc | Václav Hladký                      |
| 32 | TM | Anh          | Nick Hayes                         |
| 33 | TĐ | Wales        | Nathan Broadhead                   |
| 34 | HV | Anh          | Harry Clarke                       |
| 44 | HV | Saint Lucia  | Janoi Donacien                     |

## Huấn luyện viên
Danh sách tính đến 4 tháng 3 năm 2013.
| Họ tên         | Quốc tịch   | Từ ngày              | Đến ngày             | ST  | T   | H   | B   | Thắng % |
| -------------- | ----------- | -------------------- | -------------------- | --- | --- | --- | --- | ------- |
| Mick O'Brien   | Ireland     | 29 tháng 5 năm 1936  | 11 tháng 8 năm 1937  | 39  | 25  | 9   | 5   | 064,1   |
| Scott Duncan   | Scotland    | 12 tháng 11 năm 1937 | 7 tháng 8 năm 1955   | 505 | 205 | 113 | 187 | 040,6   |
| Alf Ramsey     | Anh         | 8 tháng 8 năm 1955   | 30 tháng 4 năm 1963  | 369 | 176 | 75  | 118 | 047,7   |
| Jackie Milburn | Anh         | 1 tháng 5 năm 1963   | 8 tháng 8 năm 1964   | 56  | 11  | 12  | 33  | 019,6   |
| Bill McGarry   | Anh         | 5 tháng 10 năm 1964  | 23 tháng 11 năm 1968 | 196 | 80  | 62  | 54  | 040,8   |
| Bobby Robson   | Anh         | 13 tháng 1 năm 1969  | 18 tháng 8 năm 1982  | 709 | 316 | 173 | 220 | 044,6   |
| Bobby Ferguson | Anh         | 19 tháng 8 năm 1982  | 17 tháng 5 năm 1987  | 258 | 97  | 61  | 100 | 037,6   |
| John Duncan    | Scotland    | 17 tháng 6 năm 1987  | 5 tháng 5 năm 1990   | 161 | 73  | 29  | 59  | 045,3   |
| John Lyall     | Anh         | 11 tháng 5 năm 1990  | 5 tháng 12 năm 1994  | 231 | 77  | 75  | 79  | 033,3   |
| George Burley  | Scotland    | 28 tháng 12 năm 1994 | 11 tháng 10 năm 2002 | 413 | 188 | 96  | 129 | 045,5   |
| Joe Royle      | Anh         | 28 tháng 10 năm 2002 | 11 tháng 5 năm 2006  | 189 | 81  | 48  | 60  | 042,9   |
| Jim Magilton   | Bắc Ireland | 5 tháng 6 năm 2006   | 22 tháng 4 năm 2009  | 148 | 56  | 41  | 51  | 037,8   |
| Roy Keane      | Ireland     | 23 tháng 4 năm 2009  | 7 tháng 1 năm 2011   | 81  | 28  | 25  | 28  | 034,6   |
| Paul Jewell    | Anh         | 13 tháng 1 năm 2011  | 24 tháng 10 năm 2012 | 85  | 29  | 18  | 38  | 034,1   |
| Mick McCarthy  | Ireland     | 1 tháng 11 năm 2012  | Đương nhiệm          | lỗi | 15  | 8   | 11  | 045,5   |

## Danh hiệu
| Honour                           | Năm(s) |
| -------------------------------- | --- |
| Giải vô địch quốc gia            | 1961–62 |
| Vô địch FA Cup                   | 1977–78 |
| Vô địch UEFA Cup                 | 1980–81 |
| Vô địch Texaco Cup               | 1972–73 |
| Vô địch Old Second Division      | 1960–61, 1967–68, 1991–92 |
| Vô địch Old Third Division South | 1953–54, 1956–57 |
| Southern League champions        | 1936–37 |
| Vô địch Suffolk Premier Cup      | 1967–68, 1968–69, 1969–70, 2006–7, 2009–10 |
| Vô địch Suffolk Senior Cup       | 1886–87, 1888–89, 1889–90, 1895–96, 1899–1900, 1903–04, 1904–05, 1905–06, 1906–07, 1907–08, 1911–12, 1912–13, 1913–14, 1927–28, 1928–29, 1929–30 |